# Kišni ljiljan
Kišni ljiljan (vjetroviti cvijet, zefir cvijet, lat. Zephyranthes), biljni rod iz porodice zvanikovki kojemu pripada 191 vrsta lukovičastih trajnica iz Sjeverne i Južne Amerike, odakle su uvezeni i po drugim kontinetima.

## Opis
Zefirante se obično nazivaju kišnim ljiljanima jer često cvjetaju nakon kiše. Iz porodice su Amaryllidaceae, porijeklom su iz jugoistočnih Sjedinjenih Država, Srednje Amerike i Južne Amerike. Većina cvjeta u proljeće ili ljeto. Cvjetovi Zephyranthes vrlo su slični cvjetovima Habranthusa i oba se nazivaju kišnim ljiljanima. Cvjetovi Habranthusa usmjereni su prema gore, ali pod kutom i imaju nejednake prašnike, a cvjetovi Zephyranthesa usmjereni su ravno prema gore i imaju jednake prašnike. Cvjetovi Zephyranthesa obično su u obliku zvijezde, a Habranthusa imaju pomalo nepravilne cvjetove. Osim toga, sjemenke Habranthusa su neznatno krilate (i deblje). 

## Vrste
1. Zephyranthes advena (Ker Gawl.) Nic.García
2. Zephyranthes alba Flagg, G.Lom.Sm. & García-Mend.
3. Zephyranthes albiella Traub
4. Zephyranthes albolilacina Cárdenas
5. Zephyranthes amambaica (Ravenna) Nic.García & Meerow
6. Zephyranthes americana (Hoffmanns.) Ravenna
7. Zephyranthes amoena Ravenna
8. Zephyranthes ananuca (Phil.) Nic.García
9. Zephyranthes andalgalensis (Ravenna) S.C.Arroyo
10. Zephyranthes andina (R.E.Fr.) Traub
11. Zephyranthes araguaiensis (Ravenna) R.S.Oliveira & Dutilh
12. Zephyranthes araucana (Phil.) Nic.García
13. Zephyranthes arenicola Brandegee
14. Zephyranthes atamasco (L.) Herb.
15. Zephyranthes aurata (Ravenna) Nic.García & Meerow
16. Zephyranthes bagnoldii (Herb.) Nic.García
17. Zephyranthes bahiensis (Ravenna) R.S.Oliveira & Dutilh
18. Zephyranthes bakeri (Phil.) ined.
19. Zephyranthes barrosiana (Hunz. & Di Fulvio) S.C.Arroyo
20. Zephyranthes bella T.M.Howard & S.Ogden
21. Zephyranthes berteroana (Phil.) Nic.García
22. Zephyranthes bifida (Herb.) Nic.García & Meerow
23. Zephyranthes bifolia (Aubl.) M.Roem.
24. Zephyranthes blumenavia (K.Koch & C.D.Bouché ex Carrière) Nic.García & Dutilh
25. Zephyranthes botumirimensis (R.S.Oliveira) R.S.Oliveira & Dutilh
26. Zephyranthes brachyandra (Baker) Backer
27. Zephyranthes brevipes Standl.
28. Zephyranthes breviscapa Ravenna
29. Zephyranthes briquetii J.F.Macbr.
30. Zephyranthes caaguazuensis (Ravenna) Nic.García & Meerow
31. Zephyranthes caerulea (Griseb.) Baker
32. Zephyranthes calderensis (Ravenna) Nic.García & S.C.Arroyo
33. Zephyranthes candida Herb.
34. Zephyranthes capivarina Ravenna
35. Zephyranthes cardinalis C.H.Wright
36. Zephyranthes carinata Herb.
37. Zephyranthes carminea (Ravenna) S.C.Arroyo
38. Zephyranthes cearensis (Herb.) Baker
39. Zephyranthes chacoensis (Ravenna) S.C.Arroyo
40. Zephyranthes chichimeca T.M.Howard & S.Ogden
41. Zephyranthes chlorosolen (Herb.) D.Dietr.
42. Zephyranthes chrysantha Greenm. & C.H.Thomps.
43. Zephyranthes ciceroana M.M.Mejía & R.G.García
44. Zephyranthes cisandina (Ravenna) Nic.García
45. Zephyranthes citrina Baker
46. Zephyranthes clintiae Traub
47. Zephyranthes colonum (Phil.) ined.
48. Zephyranthes comunelloi R.E.Bastian & Büneker
49. Zephyranthes concinna (Ravenna) R.S.Oliveira & Dutilh
50. Zephyranthes concolor (Lindl.) G.Nicholson
51. Zephyranthes consobrina (Phil.) ined.
52. Zephyranthes contermina (Ravenna) R.S.Oliveira & Dutilh
53. Zephyranthes conzattii Greenm.
54. Zephyranthes correntina (Roitman, J.A.Castillo & M.R.Barrios) Nic.García & S.C.Arroyo
55. Zephyranthes crassibulba (Ravenna) S.C.Arroyo
56. Zephyranthes crociflora T.M.Howard & S.Ogden
57. Zephyranthes cubensis Urb.
58. Zephyranthes datensis (Ravenna) R.S.Oliveira & Dutilh
59. Zephyranthes depauperata Herb.
60. Zephyranthes dichromantha T.M.Howard
61. Zephyranthes diluta Ravenna
62. Zephyranthes drummondii D.Don
63. Zephyranthes duarteana (Ravenna) R.S.Oliveira & Dutilh
64. Zephyranthes elegans Ravenna
65. Zephyranthes elwesii (C.H.Wright) Nic.García
66. Zephyranthes erubescens S.Watson
67. Zephyranthes estensis (Ravenna) Nic.García & S.C.Arroyo
68. Zephyranthes filifolia Herb. ex Kraenzl.
69. Zephyranthes flavissima Ravenna
70. Zephyranthes fluvialis Ravenna
71. Zephyranthes fosteri Traub
72. Zephyranthes gameleirensis (Ravenna) R.S.Oliveira & Dutilh
73. Zephyranthes gilliesiana (Herb.) Nic.García
74. Zephyranthes goiana (Ravenna) R.S.Oliveira & Dutilh
75. Zephyranthes graciliflora (Herb.) Nic.García
76. Zephyranthes gracilifolia (Herb.) G.Nicholson
77. Zephyranthes gracilis Herb.
78. Zephyranthes gratissima Ravenna
79. Zephyranthes guachipensis (Ravenna) S.C.Arroyo
80. Zephyranthes guatemalensis L.B.Spencer
81. Zephyranthes hondurensis Ravenna
82. Zephyranthes howardii Traub
83. Zephyranthes immaculata (Traub & Clint) Nic.García & Meerow
84. Zephyranthes insularum H.H.Hume ex Moldenke
85. Zephyranthes irwiniana (Ravenna) Nic.García
86. Zephyranthes ischihualasta (Ravenna) S.C.Arroyo
87. Zephyranthes ita-andivi García-Mend., Flagg & G.Lom.Sm.
88. Zephyranthes itaobina (Ravenna) Nic.García
89. Zephyranthes jamesonii (Baker) Nic.García & S.C.Arroyo
90. Zephyranthes jonesii (Cory) Traub
91. Zephyranthes jujuyensis E.Holmb.
92. Zephyranthes katheriniae L.B.Spencer
93. Zephyranthes lactea S.Moore
94. Zephyranthes laeta (Phil.) Nic.García
95. Zephyranthes lagesiana Ravenna
96. Zephyranthes lagopaivae (Campos-Rocha & Dutilh) Nic.García & Dutilh
97. Zephyranthes latissimifolia L.B.Spencer
98. Zephyranthes leonensis (Ravenna) S.C.Arroyo
99. Zephyranthes leptandra (Ravenna) Nic.García
100. Zephyranthes leucantha T.M.Howard
101. Zephyranthes lindleyana Herb.
102. Zephyranthes lineata (Phil.) ined.
103. Zephyranthes longifolia Hemsl.
104. Zephyranthes longipes Baker
105. Zephyranthes longistyla Pax
106. Zephyranthes longituba Flory ex Flagg & G.Lom.Sm.
107. Zephyranthes lucida (R.S.Oliveira) R.S.Oliveira & Dutilh
108. Zephyranthes macrosiphon Baker
109. Zephyranthes maculata (L'Hér.) Nic.García
110. Zephyranthes magnoi (Ravenna) S.C.Arroyo
111. Zephyranthes martinezii (Ravenna) Nic.García
112. Zephyranthes mataca (Ravenna) S.C.Arroyo
113. Zephyranthes matogrossensis (Ravenna) R.S.Oliveira & Dutilh
114. Zephyranthes medinae (L.O.Alvarado & García-Mend.) Nic.García & Meerow
115. Zephyranthes mendocensis Baker
116. Zephyranthes mesochloa Herb.
117. Zephyranthes mexicana (T.M.Howard) Nic.García & Meerow
118. Zephyranthes microcarpa (Rusby) S.C.Arroyo
119. Zephyranthes microstigma Ravenna
120. Zephyranthes millarensis (Ravenna) Nic.García
121. Zephyranthes minima Herb.
122. Zephyranthes minor (Ravenna) R.S.Oliveira & Dutilh
123. Zephyranthes minuta (Kunth) D.Dietr.
124. Zephyranthes miradorensis (Kraenzl.) Espejo & López-Ferr.
125. Zephyranthes moctezumae T.M.Howard
126. Zephyranthes modesta Ravenna
127. Zephyranthes moelleri (Phil.) Nic.García
128. Zephyranthes monantha (Ravenna) Nic.García
129. Zephyranthes montana (Phil.) Nic.García
130. Zephyranthes morrisclintii Traub & T.M.Howard
131. Zephyranthes nelsonii Greenm.
132. Zephyranthes nervosa Herb.
133. Zephyranthes neumannii (Roitman, J.A.Castillo & Maza) Nic.García & S.C.Arroyo
134. Zephyranthes nymphaea T.M.Howard & S.Ogden
135. Zephyranthes oranensis (Ravenna) S.C.Arroyo
136. Zephyranthes orellanae Carnevali, Duno & J.L.Tapia
137. Zephyranthes pantanalensis (Ravenna) R.S.Oliveira & Dutilh
138. Zephyranthes paranaensis Ravenna
139. Zephyranthes pedunculosa (Herb.) Nic.García & S.C.Arroyo
140. Zephyranthes philadelphica (Ravenna) Nic.García & Meerow
141. Zephyranthes phycelloides (Herb.) Nic.García
142. Zephyranthes picta (Ravenna) S.C.Arroyo
143. Zephyranthes plumieri H.H.Hume ex Moldenke
144. Zephyranthes popetana (Phil.) ined.
145. Zephyranthes primulina T.M.Howard & S.Ogden
146. Zephyranthes proctorii Acev.-Rodr. & M.T.Strong
147. Zephyranthes pseudoconcolor Flagg, G.Lom.Sm. & García-Mend.
148. Zephyranthes puertoricensis Traub
149. Zephyranthes pulchella J.G.Sm.
150. Zephyranthes purpurea Phil.
151. Zephyranthes purpurella Ravenna
152. Zephyranthes refugiensis F.B.Jones
153. Zephyranthes reginae T.M.Howard & S.Ogden
154. Zephyranthes riojana (Ravenna) S.C.Arroyo
155. Zephyranthes robusta (Herb.) Baker
156. Zephyranthes rosalensis Ravenna
157. Zephyranthes rosea Lindl.
158. Zephyranthes rubra (Ravenna) R.S.Oliveira & Dutilh
159. Zephyranthes ruizlealii (Ravenna) S.C.Arroyo
160. Zephyranthes saipinensis (Ravenna) Nic.García
161. Zephyranthes salinarum (Ravenna) S.C.Arroyo
162. Zephyranthes saltensis (Ravenna) S.C.Arroyo
163. Zephyranthes sanavirone (Roitman, J.A.Castillo, G.M.Tourn & Uria) Nic.García & S.C.Arroyo
164. Zephyranthes sarae J.M.Watson & A.R.Flores
165. Zephyranthes schulziana (Ravenna) S.C.Arroyo
166. Zephyranthes sessilis Herb.
167. Zephyranthes simpsonii Chapm.
168. Zephyranthes smallii (Alexander) Traub
169. Zephyranthes solisii (Phil.) ined.
170. Zephyranthes spectabilis (Ravenna) S.C.Arroyo
171. Zephyranthes splendens (Renjifo) Nic.García
172. Zephyranthes sprekeliopsis (Christenh. & Byng) Nic.García & Meerow
173. Zephyranthes stellaris Ravenna
174. Zephyranthes stellatorosea G.Lom.Sm., Spurrier, Flagg & Espejo
175. Zephyranthes steyermarkii (Ravenna) S.C.Arroyo
176. Zephyranthes subflava L.B.Spencer
177. Zephyranthes susatana Fern.Alonso & Groenend.
178. Zephyranthes sylvatica (Mart. ex Schult. & Schult.f.) Baker
179. Zephyranthes tenuiflora (Phil.) Nic.García
180. Zephyranthes tepicensis (Greenm. ex Flagg & G.Lom.Sm.) Flagg & G.Lom.Sm.
181. Zephyranthes traubii (W.Hayw.) Moldenke
182. Zephyranthes treatiae S.Watson
183. Zephyranthes tubispatha (L'Hér.) Herb.
184. Zephyranthes tucumanensis Hunz.
185. Zephyranthes uruguaianica Ravenna
186. Zephyranthes venturiana (Ravenna) S.C.Arroyo
187. Zephyranthes versicolor (Herb.) G.Nicholson
188. Zephyranthes vittata (T.M.Howard) Nic.García & Meerow
189. Zephyranthes wrightii Baker
190. Zephyranthes yaviensis Ravenna
191. Zephyranthes zapotecana Nic.García & Meerow

## Sinonimi
- Aidema Ravenna
- Argyropsis M.Roem.
- Arviela Salisb.
- Atamasco Raf.
- Atamosco Adans.
- × Cooperanthes Percy-Lanc.
- Cooperia Herb.
- Haylockia Herb.
- Mesochloa Raf.
- Plectronema Raf.
- Pogonema Raf.
- Sceptranthes Graham